# Alois Röthlin
Alois Röthlin (Sarnen, 5 november 1882 – Bazel, 11 december 1957) was een Zwitsers componist, dirigent en organist.

## Levensloop
Röthlin studeerde onderwijs in Zug. Muziekstudies maakte hij bij Heuer in Augsburg, bij Neuerer in Arth en bij Schell in Bazel. Vervolgens was hij leraar, organist en dirigent in Schübelbach, Rickenbach (Zürich) en Kerns. In de laatste plaats was Röthlin van 1932 tot 1948 dirigent van de "Feldmusik Kerns". Hij was organist en dirigent van de kerkkoor te Kerns. Als componist schreef hij naast werken voor harmonieorkest ook kerkmuziek (Missen, motetten en liederen). Hij was van 1942 tot 1946 lid van de kantonsregering van het kanton Obwalden.

## Composities

### Werken voor harmonieorkest
- Am Bergsee, romance
- Posaunengruss, mars[1]
- Rhapsodie champêtre

- Gemeinsame Normdatei: 126883807
- Historisch woordenboek van Zwitserland: 005990
- Virtual International Authority File: 74858439